# Colofó (ciutat)
Colofó (en grec antic Κολοφών) era una antiga ciutat grega de Jònia a l'Àsia Menor, a la vora del riu Hales, fundada segons diu Estrabó, per Andremó, que tenia la tomba en entrar a la ciutat per la banda del riu Calaon. Tenia al nord Lebedos i al sud Efes. La ciutat era prop de la costa on hi havia el seu port anomenat Nòtion (llatí Notium). Era important a la ciutat el festival d'Apatúria.
En un temps molt antic alguns ciutadans es van retirar de la ciutat per motius polítics i van anar a Esmirna. En un moment donat van tenir l'ocasió de prendre el poder a aquesta ciutat i ho van fer i finalment es va arribar a un acord pel qual els habitants originals van poder sortir amb totes les seves pertinences i van deixar la ciutat en possessió dels exiliats de Colofó. Aquesta història els crítics suposen que es refereix al port de Nòtion i no a la ciutat alta.
Giges de Lídia va ocupar Colofó cap el 665 aC (altres cronologies ho avancen 20 anys). Aliates II, un dels seus successors, va ocupar Esmirna. Després va caure en possessió de Pèrsia i va participar en la revolta Jònica. Finalment va restar en mans de Pèrsia i a la guerra del Peloponès els perses dominaven la ciutat alta i la discòrdia va esclatar entre els ciutadans; un partit antipersa dominava Nòtion però fins i tot allí es va formar una facció favorable als perses. El partit oposat als perses va cridar als atenencs i l'estrateg Paques va expulsar els perses. Colofó i Nòtion van quedar controlats pel partit proatenenc i els refugiats a Nòtion van poder tornar a la ciutat alta menys els que havien estat a favor dels perses; els atenencs van enviar colons a Nòtion on es van unir a altres refugiats colofonians de les ciutat gregues.
En general va seguir l'aliança atenenca fins que es va establir la independència de les ciutats al final de la guerra del Peloponès.
Va seguir després a Alexandre el Gran, i un temps després de la seva mort Lisímac de Tràcia va destruir la ciutat, juntament amb Lebedos, i els habitants d'aquestes ciutats es van traslladar a Efes. Els habitants de Colofó no es van resignar, i a Efes es van continuar oposant a Lisímac fins a la seva mort en lluita contra Seleuc I Nicàtor.
Antíoc III el Gran en la seva guerra contra Roma, va assetjar Nòtion (sense èxit l'any 190 aC), ciutat a la que Titus Livi anomena Oppidum Colophonium i diu que era a 3 km de la Vella Colofó. Els colofonians que havien romàs a Nòtion, per la seva aliança amb Roma, van rebre exempció de taxes (inmunitas). Colofó no es va reconstruir i quant al segle següent Ciceró diu que va ser saquejada pels pirates es refereix sens dubte a Nòtion, poblada per la gent de Colofó i dins el seu territori, i antiga dependència esdevinguda ciutat principal.
No es conserven quasi restes de Colofó i cap de Nòtion.
Colofó va ser una de les ciutats que es va atribuir ser el lloc de naixement d'Homer, i hi van néixer Mimmermos, un poeta elegíac; Polimnest, un músic; Fènix, un escriptor; Hermesianax un altre escriptor; Antímac, poeta èpic; Xenòfanes, escriptor; i Nicandre.
Característic de Colofó era la resina que mencionen Plini el Vell i Dioscòrides com resina colofònica, d'on va passar al francès amb el nom Colophana, i que s'obtenia de les muntanyes de Gallesos, properes a la ciutat, on hi havia grans extensions de boscos de pins.